# Gongpo (köpinghuvudort i Kina, Hainan Sheng, lat 19,79, long 110,80)
Gongpo är en köpinghuvudort i Kina. Den ligger i provinsen Hainan, i den södra delen av landet, omkring 56 kilometer sydost om provinshuvudstaden Haikou. Antalet invånare är 9 906. Befolkningen består av 4 863 kvinnor och 5 043 män. Barn under 15 år utgör 19,0 %, vuxna 15-64 år 63 %, och äldre över 65 år 17,0 %.
Runt Gongpo är det ganska tätbefolkat, med 222 invånare per kvadratkilometer. Närmaste större samhälle är Tanniu, 11,7 km sydväst om Gongpo. Omgivningarna runt Gongpo är en mosaik av jordbruksmark och naturlig växtlighet.
Genomsnittlig årsnederbörd är 2 115 millimeter. Den regnigaste månaden är september, med i genomsnitt 339 mm nederbörd, och den torraste är januari, med 25 mm nederbörd.